# Voșceanți, Sambir
Voșceanți (în ucraineană Вощанці) este localitatea de reședință a comunei Voșceanți din raionul Sambir, regiunea Liov, Ucraina.

## Demografie
Componența lingvistică a localității Voșceanți
     Ucraineană (100%)
Conform recensământului din 2001, toată populația localității Voșceanți era vorbitoare de ucraineană (100%).